# Telukbuyung
Telukbuyung is een bestuurslaag in het regentschap Karawang van de provincie West-Java, Indonesië. Telukbuyung telt 5868 inwoners (volkstelling 2010).